# 斯帕西夫卡 (赫梅利尼茨基州)
49°14′23″N 26°15′47″E / 49.23972°N 26.26306°E
斯帕西夫卡（烏克蘭語：Спасівка）是位於烏克蘭西部的村莊，由赫梅利尼茨基州裡赫梅利尼茨基區的薩塔尼夫市鎮負責管轄。該村面積1.27平方公里，海拔高度281米，2001年人口349，人口密度每平方公里274.8人。